# Z 1200
Les automotrices Z 1200, dites de 2e série, sont des rames commandées par le réseau de l'État en 1912, pour la desserte des lignes de la banlieue Ouest de Paris. Elles succèdent directement aux éléments de 1re série, mis en service en 1913 sur la ligne des Invalides à Versailles-Rive-Gauche.

## Caractéristiques
Ces automotrices sont de configuration (A1A)(A1A). En raison de leur masse élevée, qui atteint 72,6 tonnes à vide, elles sont montées sur deux bogies de trois essieux dont deux moteurs, soit quatre moteurs de 165 chevaux (puissance totale : 660 ch) Ces moteurs sont de cinq modèles différents fournis par Jeumont, Westinghouse, la société Alsacienne, Thomson et la Compagnie Électromécanique.
Elles disposent de quatre portes par face, répondant aux exigences des montées et des descentes des voyageurs de banlieue. 
L'aménagement intérieur est proche de celui des éléments de 1re série, mais avec toutefois moins de recherche. La capacité est de 116 voyageurs dont 62 assis.

## Histoire
L'Administration des chemins de fer de l'État commande une série de 100 automotrices en 1912 pour la proche banlieue de Paris Saint-Lazare. Trois sociétés furent désignées pour leur construction : 
- les Ateliers de construction du Nord de la France (ANF), pour les TE 1019-1023, 1049-1053 ;
- la Compagnie de matériel de chemin de fer, pour les TE 1079-1088 ;
- la société lorraine de anciens établissements Dietrich et Cie, pour les TE 1099-1104.

Les 1019, 1020, 1049, 1079-1082 sont livrées en 1914, la 1083 en 1915, ainsi qu'en 1920 et 1921 pour toutes les autres. 
Les T E 1019 à 1044 de l'État prendront ensuite la dénomination Z 23029 à 54.
Le déclenchement de la Première Guerre mondiale retarde la livraison, et finalement seuls 26 éléments sont livrés jusqu'en 1921, les équipements électriques étant déjà fournis en totalité.
Après divers projets avortés de réutilisation, ces équipements trouvent place sur une nouvelle série d'éléments, dits de 3e série, les « Standard », mis en service à partir de 1924.
Affectées dès leur mise en service au dépôt du Champ de Mars, leurs premiers trains se font sur la ligne des Invalides avec les éléments de la première série, assurant une desserte étoffée entre Invalides, Meudon-Val-Fleury (terminus des trains omnibus) et Versailles-Rive-Gauche (terminus des trains semi-directs). À Partir de 1917, à l'électrification par troisième rail du tronçon entre 
Champ de Mars et Henri-Martin, elles assurent des navettes jusqu'à Henri-Martin, jusqu'en 1924, date de la suppression de ce service à cause de sa fréquentation trop faible. La mise en service des rames de la quatrième série provoque la régression progressive de la deuxième série sur la ligne des Invalides jusqu'en 1936, ou elles ne servent plus qu'en réserve. À partir de cette date, les rames de la deuxième séries sont engagées sur la ligne des Moulineaux, reliant Puteaux à Issy-Plaine sur une distance de 10 km. Les besoins de la ligne étant relativement faibles, le parc est vite sous-employé. Par conséquent, au sortir de la Seconde Guerre mondiale, la SNCF, qui a repris l'intégralité du parc de la compagnie de l'État lors de la nationalisation de 1938, décide de se débarrasser, à la date du 8 décembre 1947, des rames en bout de parcours de révision ou présentant un mauvais état général. Ainsi, sont radiées les Z 23031, 23034, 23037,  23041, 23046, 23047, 23049, 23050, 23052, 23053. La 23036 est, elle, radiée le 27 octobre 1949. Même si ces engins sont démolis, leur châssis est conservé pour être transformé en wagon plat servant au transport de rails.
Le parc réduit à 15 automotrices n'assure plus que la desserte de la ligne des Moulineaux.
Lors de la réforme des numérotations de 1950, le parc devient alors les Z 1201 à 1215, numérotés dans l'ordre chronologique en fonction des éléments restants (23029→Z 1201, 23030→Z 1202, 23032→>Z 1203, 23033→Z 1204, 23035→Z 1205, 23038→Z 1206, 23039→Z 1207, 23040→Z 1208, 23042→Z 1209, 23043→Z 1210, 23044→Z 1211, 23045→Z 1212, 23048→Z 1213, 23051→Z 1214, 23054→Z 1215.)
Les Z 1207, 1208 et 1211 sont radiées le 27 février 1952, puis les Z 1203 et 1206 le sont le 28 octobre 1954. 
Les 10 rames restantes suffisent pour assurer la desserte de la ligne des Moulineaux jusqu'au 18 août 1966, où elles sont retirées du service, remplacées par les automotrices de la quatrième série du dépôt de Champ de Mars.
Un exemplaire restauré dans sa livrée du Réseau de l'État est conservé à la Cité du train de Mulhouse. 

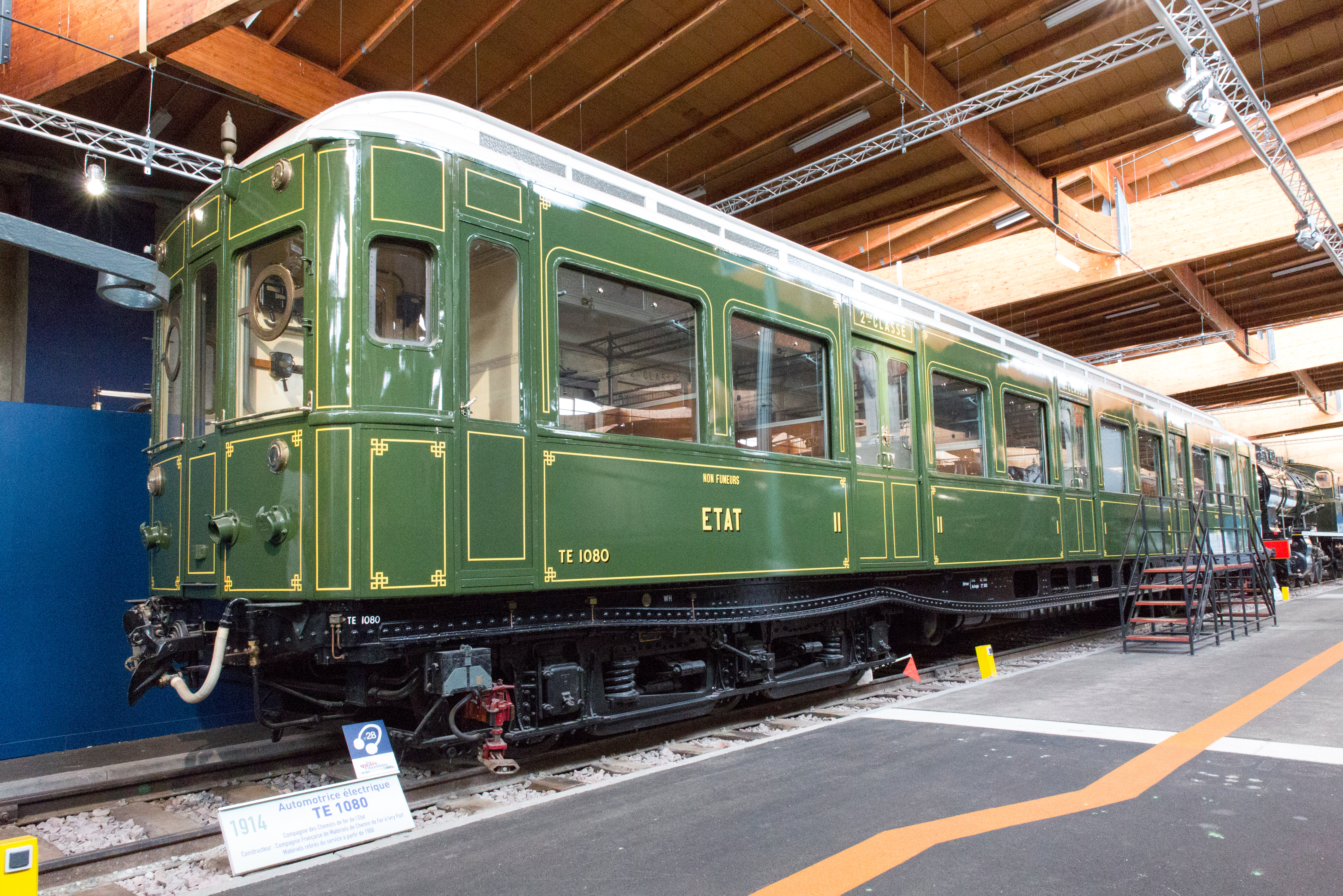
L'automotrice État TE 1080… (future SNCF Z 1208)
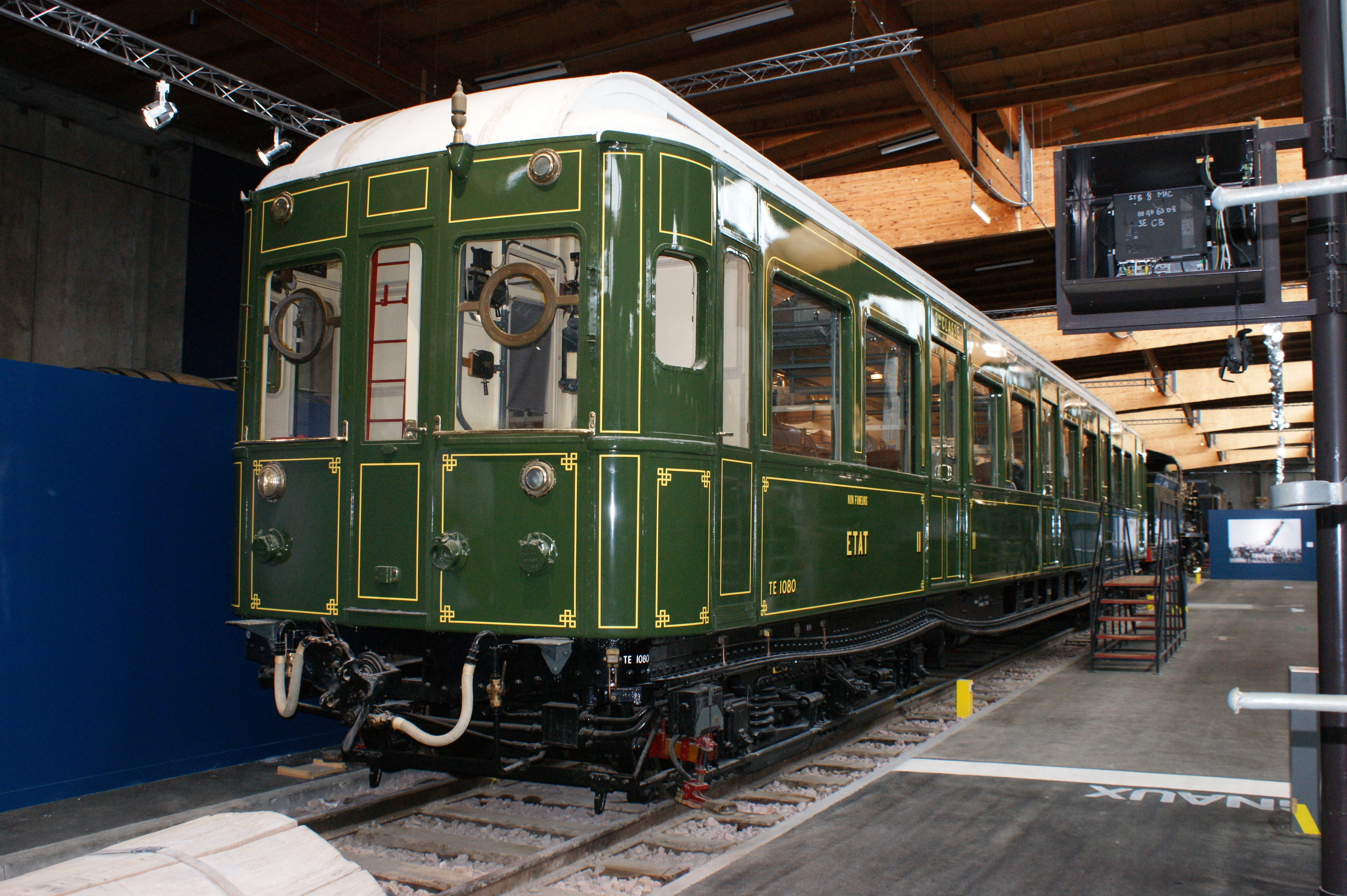
…préservée à la Cité du train.

## Modélisme
Les Éditions Atlas ont reproduit ce modèle à l'échelle HO (modèle statique en plastique), no 3 de la collection « Automotrices des réseaux français ».